# 830 a.C.

## Eventos
- Fim do reinado de Prítanis, rei de Esparta desde 860 a.C..
- Início do reinado de Polidectes rei de Esparta.

## Mortes
- Prítanis, rei de Esparta.